# Kenny Dorham

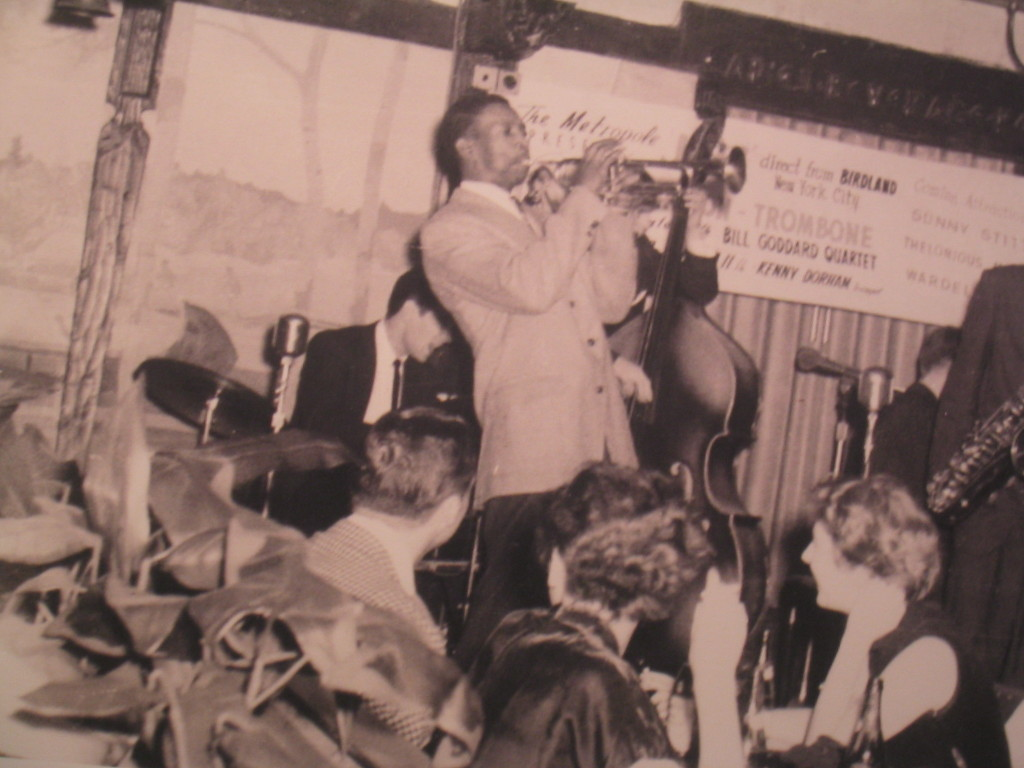
Kenny Dorham (1954).

McKinley Howard Kenny Dorham (n. 30 august 1924, Fairfield⁠(d), Texas, SUA – d. 5 decembrie 1972, New York City, New York, SUA) a fost un trompetist, compozitor și cântăreț american de jazz.

## Biografie
În 1945 a făcut parte din orchestrele lui Dizzy Gillespie și Billy Eckstine. 
A murit în New York, la vârsta de 48 de ani, după o boală de rinichi pe care a suferit-o în ultimii săi ani de viață.

## Discografie

### Ca solist
- 1953: Kenny Dorham Quintet (Debut)
- 1955: Afro-Cuban (Blue Note)
- 1956: 'Round About Midnight at the Cafe Bohemia (Blue Note)
- 1956: And The Jazz Prophets Vol. 1 (ABC-Paramount ABC-122)
- 1957: Jazz Contrasts (Riverside) featuring Sonny Rollins
- 1957: 2 Horns / 2 Rhythm (Riverside) featuring Ernie Henry
- 1958: This Is the Moment! (Riverside)
- 1959: Blue Spring (Riverside) with Cannonball Adderley
- 1959: Quiet Kenny (New Jazz)
- 1960: The Kenny Dorham Memorial Album (Xanadu)
- 1960: Jazz Contemporary (Time)
- 1960: Showboat (Time)
- 1961: Whistle Stop (Blue Note)
- 1961: Inta Somethin' (Pacific Jazz)
- 1962: Matador (United Artists)
- 1963: Una Mas (Blue Note)
- 1963: Scandia Skies (SteepleChase)
- 1963: Short Story (SteepleChase)
- 1964: Trompeta Toccata (Blue Note)

### Colaborări
Cu Toshiko Akiyoshi
- Toshiko at Top of the Gate (1968)

Cu Dave Bailey
- Bash! (Jazzline, 1961) - reeditat cu numele  Osmosis (Black Lion) în 1990

Cu Andy Bey
- Andy and the Bey Sisters (1959)

Cu Art Blakey
- The Jazz Messengers at the Cafe Bohemia Volume 1 (1955)
- The Jazz Messengers at the Cafe Bohemia Volume 2 (1955)

Cu Rocky Boyd
- Ease It (1961; aka West 42nd Street)

Cu Tadd Dameron
- Fontainebleau (1956)

Cu Lou Donaldson
- Quartet/Quintet/Sextet (1954)

Cu Matthew Gee
- Jazz by Gee (Riverside, 1956)

Cu Herb Geller
- Fire in the West (1957)

Cu Benny Golson
- The Modern Touch (Riverside, 1957)

Cu Barry Harris
- Bull's Eye! (Prestige, 1968)

Cu Joe Henderson
- Page One (1963)
- Our Thing (1963)
- In 'n Out (1964)

Cu Ernie Henry
- Presenting Ernie Henry (Riverside, 1956)
- Last Chorus (Riverside, 1956–57)

Cu Andrew Hill
- Point of Departure (1964)

Cu Milt Jackson
- Roll 'Em Bags (Savoy, 1949)
- Invitation (1962)

Cu Clifford Jordan
- Starting Time (Jazzland, 1961)
- In the World (Strata-East, 1969 [1972])

Cu Harold Land
- Eastward Ho! Harold Land in New York (Jazzland, 1960)

Cu Abbey Lincoln
- That's Him! (Riverside, 1957)
- It's Magic (1958)
- Abbey Is Blue (1959)

Cu Jackie McLean
- Vertigo (Blue Note, 1962)

Cu John Mehegan
- Casual Affair (1959)

Cu Gil Mellé
- Gil's Guests (1956)

Cu Helen Merrill
- You've Got a Date with the Blues (1959)

Cu Hank Mobley
- Mobley's 2nd Message (1956)
- Curtin Call (Blue Note, 1957)

Cu Thelonious Monk
- Genius of Modern Music: Volume 2 (Blue Note, 1952)

Cu Oliver Nelson
- Meet Oliver Nelson (New Jazz, 1959)
- Zodiac (1968)

Cu Cecil Payne
- Patterns of Jazz (Savoy, 1956)
- Zodiac (Strata-East, 1968 [1973])

Cu Oscar Pettiford
- The Oscar Pettiford Orchestra in Hi-Fi Volume Two (ABC-Paramount, 1957)

Cu Max Roach
- Max Roach + 4 (EmArcy, 1956)
- Jazz in ¾ Time (EmArcy, 1957)
- The Max Roach 4 Plays Charlie Parker (EmArcy, 1958)
- MAX (Argo, 1958)

Cu Sonny Rollins
- Moving Out (Prestige, 1954)
- Rollins Plays for Bird (Prestige, 1956)
- Sonny Boy (Prestige, 1956 [1961])

Cu A. K. Salim
- Pretty for the People (Savoy, 1957)

Cu Horace Silver
- Horace Silver and the Jazz Messengers (Blue Note, 1954)

Cu Cecil Taylor
- Hard Driving Jazz (1958)

Cu Cedar Walton
- Cedar! (Prestige, 1967)

Cu Randy Weston
- Live at the Five Spot (United Artists, 1959)

Cu Barney Wilen
- Barney (1959)
- Un Temoin Dans La Ville (1959)

Cu Phil Woods
- Pairing Off (1956)